# Hoplathemistus albofasciatus
Hoplathemistus albofasciatus là một loài bọ cánh cứng trong họ Cerambycidae.